# قواعد التفسير
قواعد التفسير أحد علوم القرآن والذي يُعنى بالقواعد التي يستخدمها المفسر في تفسيره، ويكون استخدامه لها إما ابتداءً لبيان معاني القرآن و تفسيره، أو ترجيحاً بين الأقوال.

## تعريف قواعد التفسير

### التعريف الإفرادي
- القواعد اصطلاحًا

القاعدة: حكم كلي يُتعرف به على أحكام جزئياته.
- التفسير اصطلاحًا:

عرّفه الكافيجي :هو كشف معاني القرآن، وبيان المراد.
و عرّفه ابن عثيمين :بيان معاني القرآن الكريم.

### التعريف المركب
تعريف قواعد التفسير باعتباره لقبًا على فن معين.
قواعد التفسير :أحكام كلية يُتوصل بها إلى بيان معاني القرآن، والراجح من الأقوال فيه.

## أهمية قواعد التفسير
للقواعد بشكل عام أهمية في علوم الشريعة ، قال ابن تيمية مبينًا أهميتها :لابد أن يكون مع الإنسان أصولٌ كلية ترد إليها الجزئيات؛ ليتكلم بِعلم وعدل، ثم يعرف الجزئيات كيف وقعت؟ وإلا فيبقى في كذب وجهل في الجزئيات، وجهل وظلم في الكليات، فَيتولَدُ فسادٌ عظيمٌ.،وقال الزركشي :فإن ضبط الأمور المنتشرة المتعددة في القوانين المتحدة هو أوعى لحفظها، وأدعى لضبطها، وهي إحدى حكم العدد التي وضع لأجلها، والحكيم إذا أراد التعليم لا بد له أن يجمع بين بيانين: إجمالي تتشوف إليه النفس، وتفصيلي تسكن إليه.
أما أهميتها بشكل خاص في التفسير فتتضح بعدة أمور، منها:
1. أن قواعد التفسير تُعد طريقًا موصلًا لتحصيل التفسير، إذ لا يمكن للراغب في تحصيله الدخول فيه دون معرفة قواعده وأصوله التي تنبني عليه.
2. أنها تُعد حاجزًا منيعًا أمام التلاعب بالنص القرآني ، وحمله على مزاعم فاسدة.
3. أن قواعد التفسير يستطيع المرء بواسطتها الترجيح بين الأقوال المختلفة، واختيار الصواب منها.[10]

## أنواع قواعد التفسير
1. قواعد عامة في التفسير.
2. قواعد الترجيح : ضوابط‍ وقواعد أغلبية يتوصل بها إلى معرفة الراجح من الأقوال المختلفة في تفسير كتاب الله.[11]

فتشتركان في كونهما يُعمل بهما للكشف عن معاني القرآن الكريم، وتختلفان من عدة أوجه:
- أولًا: الاختلاف في الاستعمال: فالقواعد التفسيرية لبيان معاني القرآن ابتداءً.والقواعد الترجيحية لبيان الراجح من الأقوال في تفسير القرآن عند حصول الاختلاف الذي نحتاج معه إلى الترجيح.
- ثانيًا: الاختلاف في الصياغة: فصياغة قواعد التفسير صياغة عامة، وصياغة قواعد الترجيح فيها إشارة إلى الموازنة بين الأقوال والترجيح فيها.[12]

## أمثلة على قواعد التفسير

### أمثلة على القواعد العامة في التفسير[5]
- أصح طرق التفسير أن يفسر القرآن بالقرآن.
- سبب النزول يعين على فهم الآية.[13]
- ما ورد في القرآن حكاية عن غير أهل اللسان من القرون الخالية، إنما هو من معروف معانيهم وليس بحقيقة ألفاظهم.[14]
- سياق الآية يبين معناها.
- الأصل تفسير القرآن على ظاهره إلا بدليل.
- تحمل نصوص القرآن على العموم إلا بدليل يوجب التخصيص.
- كل تفسير خالف النص أو الإجماع فهو مردود.

### أمثلة على قواعد الترجيح[15]
- لا يجوز العدول عن ظاهر القرآن إلا بدليل يجب الرجوع إليه.
- لا تصح دعوى النسخ في آية من كتاب الله إلا إذا صح التصريح بنسخها أو انتفى حكمها من كل وجه.
- إذا ثبت الحديث وكان نصا في الآية فلا يصار إلى غيره.[16]
- معنى القراءة المتواترة أولى بالصواب من معنى القراءة الشاذة.
- إدخال الكلام في معاني ما قبله وما بعده أولى من الخروج به عنهما، إلا بدليل يجب التسليم له.
- حمل معاني كلام الله على الغالب من أسلوب القرآن ومعهود استعماله أولى من الخروج به عن ذلك.[17]
- إذا اختلفت الحقيقة الشرعية والحقيقة اللغوية قدمت الشرعية.
- القول بالترتيب مقدم على القول بالتقديم والتأخير.
- القول بتوحيد مرجع الضمائر أولى من القول بتفريقها.[18]

## تنازع القواعد
قواعد التفسير باعتبار تواردها على محل واحد في التفسير تنقسم إلى قسمين:
- الأول: تعاضد القواعد:

وهو تقوية مدلول القاعدة بقاعدة أخرى في الاستدلال.
والحكم في هذا القسم: أن يُعمل بجميع القواعد؛ لأنها دالة على أمر واحد، فيقوي بعضها بعضًا، واجتماع الأدلة مفيد لتقوية الحكم.
- الثاني: تنازع القواعد:

عند تنازع القواعد يُعمل بغلبة الظن، ومنه: النظر إلى قوة المصدر، وقوة التفسير في ذاته.

## مؤلفات في قواعد التفسير
1. التيسير في قواعد علم التفسير، محمد بن سليمان الكافيجي.
2. القواعد الحسان لتفسير القرآن، عبدالرحمن بن ناصر السعدي.
3. الإكسير في قواعد ‌التفسير، ‌‌سليمان بن عبد القوي بن عبد الكريم بن سعيد الطوفي الصرصري.
4. أصول التفسير وقواعده، خالد بن عبدالرحمن العك.
5. قواعد التفسير – جمعًا ودراسة، خالد بن عثمان السبت.
6. قواعد الترجيح عند المفسرين – دراسة نظرية تطبيقية، حسين بن علي الحربي.
7. قواعد التفسير عند شيخ الإسلام ابن تيمية-جمعًا ودراسة، عبير بنت محمد السريع.
8. قواعد الترجيح المتعلقة بالنص عند ابن عاشور – عبير بنت عبدالله النعيم.
9. دراسات في قواعد الترجيح المتعلقة بالنص القرآني في ضوء ترجيحات الرازي، عبدالله بن عبدالرحمن الرومي.

## وصلات خارجية
- الموسوعة القرآنية : كتاب التيسير في قواعد التفسير
- المكتبة الشاملة :كتاب قواعد الترجيح عند المفسرين دراسة نظرية تطبيقية .